# 安田裕希
安田 裕希（やすだ ゆうき、1990年6月18日 - ）は、神奈川県横浜市港南区出身のプロ野球選手（内野手）。アメリカ合衆国やオーストラリアの独立リーグやサマーリーグなどでプレーした。

## 経歴
高校時代は横浜市立桜丘高等学校野球部の内野手としてプレーし、大学進学後は法政大学第二体育会準硬式野球部にてプレーした。
大学在学中に千葉熱血MAKINGに入団。その後はアメリカで行われているカリフォルニア・ウィンターリーグ（スカウティングリーグ）に参加し、アメリカ独立リーグやサマーリーグなどでプレーをした。
2014年はアメリカ独立リーグのひとつであるペコス・リーグのダグラス・ディアブロスにてプレーし内野手として3割を超える打率を残した。
2015年はアメリカ独立リーグのひとつであるパシフィック・アソシエーション・リーグのソノマ・ストンパーズにてプレーし、14試合連続安打を記録するなど二塁手のレギュラー選手として活躍した。シーズン終了後には、ディフェンシブプレイヤーズオブザイヤー(ゴールデングラブ賞)の二塁手部門に選出された。
2015年11月からはオーストラリアのニューサウスウェルズステイトベースボールリーグのマッカーサー・オリオールズに入団し、リーグ6位の打率（.395）、リーグ1位の出塁率(.571)を記録するなどチームの中心選手としてリーグ優勝に貢献した。
2016年は前年に続きアメリカ独立リーグのひとつであるパシフィック・アソシエーション・リーグのソノマ・ストンパーズにてプレーし、二塁手のレギュラーとしてリーグ2位の出塁率(.440)を記録するなど、フランチャイズ初のリーグ優勝に貢献した。
この年のオフシーズンにはオーストラリアのプロ野球リーグ、オーストラリアン・ベースボールリーグ（ABL）に所属するシドニー・ブルーソックスでプレーするため、再び単身でトライアウトにのぞみ、その後チームに帯同した。
同時にニューサウスウェルズステイトベースボールリーグのセントラルコースト・マーリンズにもリーグの後半戦から参加し、前半戦2勝12敗のチームが後半戦は6勝を挙げるなど、主に遊撃手としてチームの中心となり活躍した。
2017年もソノマ・ストンパーズにてプレーし、チーム最多となる75試合に出場し、リーグ新記録となる52勝（勝率.667）を挙げたチームの中心選手として活躍した。
2018年は昨年までと同じリーグで、アメリカメジャーリーグで活躍したアーロン・マイルズが監督をするピッツバーグ・ダイヤモンズに移籍した。65試合に出場し、チーム最多の15本の二塁打を放つなど、レギュラー二塁手として活躍しチームのプレーオフ進出に大きく貢献した。
シーズン終了後には、アメリカ独立リーグの最高峰であるアトランティック・リーグのサザンメリーランド・ブルークラブスに移籍した
。その後、2019年6月22日にはカナダ独立リーグ・インターカウンティベースボールリーグのロンドン・メジャーズに移籍した。
2020年は新型コロナウイルス感染症の影響でどのチームにも所属しなかったが、2021年にはメキシコ合衆国に渡ってリーガ・メヒカーナ・デ・ベイスボルのグアダラハラ・マリアッチスに練習生として一年間チームに帯同した。同年オフ退団し、2022年はメキシコ北部リーグのラパス・ドルフィンズに所属し、シーズン終盤の3試合をプレーし、12打数４安打（.333）を記録した。
2024年時点では日本の株式会社日本晴れによるNbuy硬式野球部のメンバーに入っていることが確認できる。